# Toxicitat de zinc
La toxicitat de zinc és una condició mèdica que implica una sobredosi o sobreexposició tòxica a zinc. S'ha observat que aquests nivells de toxicitat es produeixen amb ingestió de majors de 225 mg de zinc. L'absorció excessiva de zinc pot suprimir l'absorció de coure i ferro. El ió de zinc lliure en la solució és altament tòxic per a bacteris, plantes, invertebrats i fins i tot peixos vertebrats. El zinc és un metall traça essencial amb molt baixa toxicitat en humans.

## Signes i símptomes
Després d'una ingesta oral de dosis extremadament altes de zinc (amb 300mg Zn/d - 20 vegades la dietètica recomanada - és una sobredosi de "baixa ingesta", es poden produir nàusees, vòmits, dolors, rampes i diarrea. Hi ha proves de deficiència de coure induïda, alteracions dels nivells de lipoproteïnes sanguínies, augment dels nivells de lipoproteïna de baixa densitat (LDL) i els nivells disminuïts de lipoproteïna d'alta densitat (HDL)] amb ingrés a llarg termini de 100 mg/d.  La USDA Dietary Allowance és 15mg Zn/d. 
També hi ha una condició anomenada "sacsejades de zinc" o "escates de zinc" o febre de fum de metall que poden ser induïdes per la inhalació de òxid de zinc formada recentment durant la soldadura de materials galvanitzats.
.